# باركر ماكنزي
باركر ماكنزي (بالإنجليزية: Parker McKenzie)‏ هو لغوي ومصور أمريكي، ولد في 15 نوفمبر 1897 في Rainy Mountain ‏ في الولايات المتحدة، وتوفي في 5 مارس 1999.